# Soutjärvi
Soutjärvi (en carélien : Šoutjärvi, en vepse : Šoutjärv’, en russe : Шёлтозеро, Šoltozero) est une municipalité rurale du raïon des rives de l'Onega en république de Carélie.

## Géographie
La municipalité de Soutjärvi est située en bordure du lac Onega à 84 km au sud-est de Petroskoi.

## Démographie
Recensements (*) ou estimations de la population
| 1939  | 2002  | 2009  | 2010 |
| ----- | ----- | ----- | ---- |
| 1 184 | 1 039 | 1 008 | 878  |

| 2013 | - | - | - |
| ---- | - | - | - |
| 857  | - | - | - |